# Lundström Knoll
Il Lundström Knoll (poggio di Knoll) è un poggio roccioso alto circa 1.400 m situato a nordest del Chevreul Cliffs nella Scarpata dei Pionieri che fa parte della Catena di Shackleton, nella Terra di Coats in Antartide. 
Nel 1967 fu effettuata una ricognizione aerofotografica da parte degli aerei della U.S. Navy. Un'ispezione al suolo fu condotta dalla British Antarctic Survey (BAS) nel periodo 1968-71.
L'attuale denominazione fu assegnata nel 1971 dal Comitato britannico per i toponimi antartici (UK-APC), in onore di Johan Edvard Lundström, lo svedese che nel 1855 aveva perfezionato i fiammiferi di sicurezza in modo che si accendessero solo strisciandoli su una superficie opportunamente trattata.